# Henriette Mendel

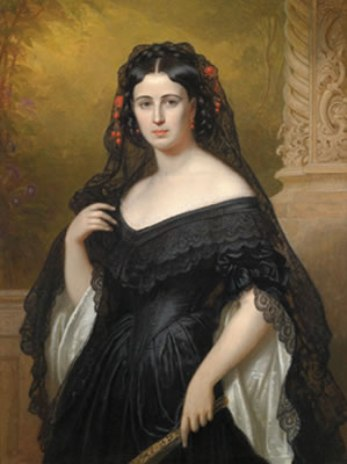
Henriette Mendel

Henriette Mendel, baronessa di Wallersee (31 luglio 1833 – 12 novembre 1891) è stata una borghese tedesca e moglie morganatica del duca Luigi in Baviera, quindi cognata dell'imperatrice Sissi.

## Biografia
Era figlia di Johann Adam Mendel, cacciatore del duca d'Assia a Darmstadt, e di sua moglie Anna Sofia. In quanto moglie morganatica del duca Luigi di Baviera, era cognata dell'imperatrice Elisabetta d'Austria e della regina Maria Sofia delle Due Sicilie. La sorella Elisa era cantante, lei invece era attrice teatrale e lavorò prima a Darmstadt e poi ad Augusta. Qui era di stanza il IV reggimento cavalleggeri "Konig", in cui prestava servizio Luigi di Baviera, figlio di Massimiliano duca in Baviera e fratello maggiore dell'imperatrice Elisabetta d'Austria.

## Matrimonio e discendenza
Luigi si innamorò di Henriette e volle sposarla, nonostante lei fosse di umili origini. La sua nobile famiglia si oppose al matrimonio, in primis il re Massimiliano II di Baviera, cugino di Luigi, ma l'intercessione dell'imperatrice Elisabetta portò a un compromesso: Luigi avrebbe rinunciato al diritto di primogenitura, il che comportava la perdita delle entrate economiche e soprattutto del diritto di successione al trono di Baviera.
I documenti dell'epoca riportano che il 24 febbraio 1858 Henriette diede alla luce una bambina, battezzata poi nella chiesa dei Santi Ulrico e Afra ad Augusta, dove la coppia conviveva. Il 9 maggio 1859 nacque un maschio e dieci giorni dopo il re Massimiliano conferì alla giovane il titolo di baronessa di Wallersee.
Qualche giorno dopo fu celebrato il matrimonio tra lei e Luigi sicché i loro figli furono legittimati.
La coppia ebbe in tutto due figli:
- Maria Luisa Elisabetta (24 febbraio 1858)
- Carlo Emanuele barone di Wallersee (9 maggio 1859-agosto 1859).

Il loro unico figlio maschio morì di enterite a tre mesi. Maria Luisa restò quindi l'unica figlia della coppia e sarebbe stata spesso ospite della zia Elisabetta e oggetto delle sue attenzioni, almeno fino alla tragedia di Mayerling.

## Morte
Henriette si ammalò di tumore all'addome e venne perciò sottoposta a operazione, ma senza successo. Morì il 12 novembre 1891. La morte di Henriette commosse anche l'imperatrice poiché in passato l'aveva frequentata e considerata in simpatia. Anche l'imperatore le mandò un enorme mazzo di rose bianche e al corteo funebre che si snodò dal palazzo ducale fino alla Damenstiftskirche parteciparono oltre che i familiari anche molti appartenenti alla casa reale. La sua salma fu traslata nella cripta ducale a Tegernsee.